# Not the End of the World
"Not the End of the World" (tạm dịch: "Đây không phải cái kết của thế giới này") là một bài hát được thu âm bởi ca sĩ người Mỹ Katy Perry nằm trong album phòng thu thứ sáu Smile (2020), được phát hành vào ngày 28 tháng 8 năm 2020. Là ca khúc thứ sáu trong albu, bài hát được viết bởi Perry, Michael Pollack, Madison Love, Jacob Hindlin và Andrew Goldstein, và được sản xuất bởi Goldstein và Oscar Görres. "Not the End of the World" là một bài hát trap-pop với nhịp điệu disco cơ bản, lấy mẫu giai điệu từ bản hit "Na Na Hey Hey Kiss Him Goodbye " năm 1969 của Steam, bài hát được nhận xét có nhiều điểm tương đồng với 2 bài hát trước đó của Perry, gồm "E.T." nằm trong Teenage Dream (2010) và "Dark Horse" nằm trong Prism (2013).
Khi phát hành, "Not the End of the World" nhận được những đánh giá chung tiêu cực từ các nhà phê bình âm nhạc, những người đã đánh giá thấp thông điệp của nó trong bối cảnh đại dịch COVID-19. Bài hát được phát hành dưới dạng đĩa đơn thứ ba từ Smile, vào ngày 21 tháng 12 năm 2020, cùng với việc phát hành video âm nhạc của nó do bộ đôi Same But Different (Charlotte Fassler và Dani Girdwood) đạo diễn. Đoạn video có cảnh một nhóm người ngoài hành tinh da xanh vô tình bắt cóc nữ diễn viên người Mỹ Zooey Deschanel, vì nhầm cô với Perry.